# Via Vittorio Emanuele III
Via Vittorio Emanuele III, comunemente chiamata via Vittorio Emanuele, è una delle principali arterie stradali di Capri.
Lunga duecento metri circa, la via inizia da piazza Umberto I e procede sino a raggiungere la piazzola del Quisisana, dove hanno inizio via Camerelle e via Federico Serena.
La via, che ha conosciuto più di quattro diverse denominazioni, deve la sua fama a causa dei vari alberghi e locali che ivi sorsero; in particolare lì fino al XX secolo vi era il caffè storico caprese, lo Zum Kater Hiddigeigei, così chiamato in onore del gatto Hiddigeigei presente in un'opera parafilosofica del poeta tedesco Joseph Victor von Scheffel.

## Storia

### Preambolo
In un documento risalente al 1551 la strada viene riportata come «La Strettola» e la piccola cappella collocata vicino all'arco che congiunge la chiesa di Santo Stefano (sede dell'antico vescovado locale) con il Municipio era detta «san Giovanni Battista alla Strettola».
Il primo tratto della strada, quello che connette piazza Umberto I con il termine di via Le Botteghe, venne ampliato nel 1688 durante la costruzione della chiesa di Santo Stefano; la porzione restante rimase invece inalterata fino all'altezza dell'ex hotel Pagano.
Lo storico tedesco Ferdinand Gregorovius, che lì soggiornò, definì tuttavia la via «una stradicciola angusta la quale non fu mai percorsa da alcun veicolo» e stretta tanto da «dar passaggio a stento due persone».

### Lo Zum Kater Hiddigeigei

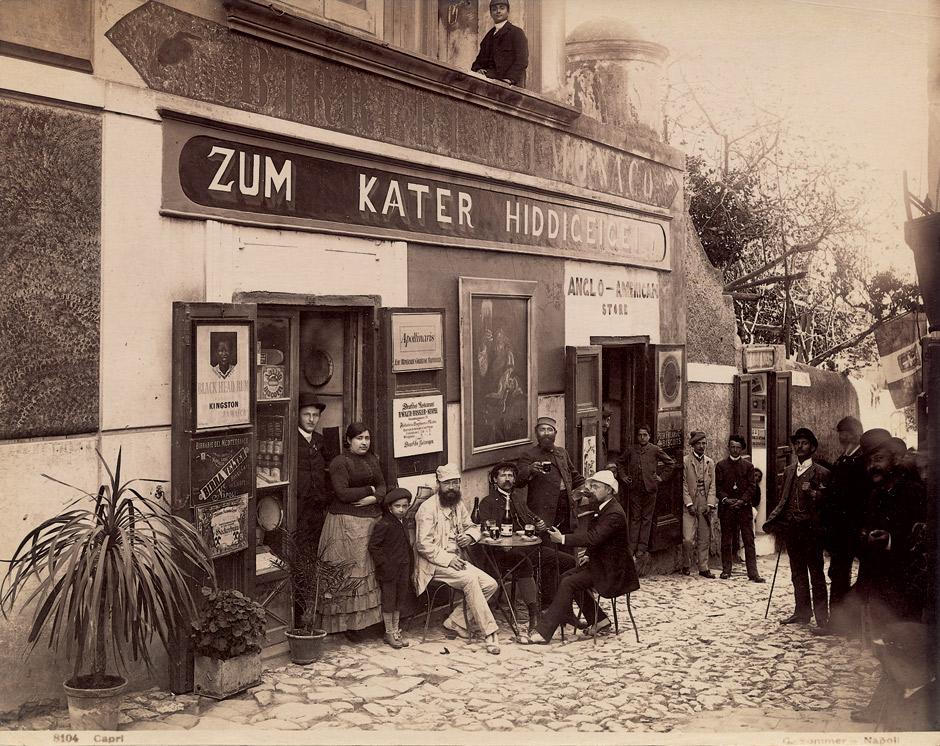
L'esterno dello Zum Kater Hiddigeigei nel 1886.

A rendere famosa la strada contribuì un locale ivi collocato, lo Zum Kater Hiddigeigei (/tsʊm ˈkaːtɐ ˈhɪddɪɡaiɡai/); quest'ultimo era il punto di ritrovo per tutti gli stranieri, specie tedeschi, che frequentavano l'isola.
La birreria, definita da Edwin Cerio la «roccaforte della Tedescheria Mediterranea», venne fondata negli anni ottanta dell'Ottocento dalla famiglia Pagano.
Il caffè venne così nominato in onore del gatto Hiddigeigei presente nel poema parafilosofico di Joseph Victor von Scheffel Il trombettiere di Säckingen.
Lo Zum Kater Hiddigeigei venne così descritto da Hans Barth:

### Fine Ottocento e XX secolo
In omaggio alla comunità tedesca che frequentava ogni anno l'isola la strada venne intitolata nel 1894 alla dinastia degli Hohenzollern, diventando quindi «via Hohenzollern».
Tuttavia, prima ancora che fosse stata intitolata alla casa regnante tedesca, la via era denominata Tratto Quisisana in quanto conduceva all'hotel omonimo; i residenti la chiamano infatti anche 'a scesa o 'a sagliuta del Quisisana.
Nel 1918, poco dopo il termine della prima guerra mondiale, la strada fu dedicata ai capresi caduti in guerra (divenendo via Gloriosi Figli di Capri) per poi assumere nello stesso anno l'attuale denominazione.